# Clénet Series III Asha
Der Clénet Series III Asha war ein Pkw-Modell des amerikanischen Herstellers Clénet Coachworks.

## Beschreibung
Das Sortiment von Clénet wurde im Herbst 1981 durch ein weiteres Modell ergänzt, den Series III Asha. Die Zusatzbezeichnung griff den Namen von Alain Clénets 1978 geborener Tochter auf. Der Wagen war wie der Clénet Series II ein Viersitzer im neo-klassischen Stil, fiel aber etwas kompakter aus. Das Modell war eigenständiger als seine Vorgänger; die Fahrgastzelle beispielsweise war nun eine eigene Konstruktion Clénets. Die Dachlinie fiel eckiger aus, auf seitlich aus der Motorhaube austretende Auspuffrohre wurde nunmehr verzichtet. Das Auto verwendete weiterhin Antriebstechnik von Ford. Der Motor war gegenüber dem Vorgänger ein weiteres Mal verkleinert worden. Für den Asha bezog Clénet einen nur noch 4,9 Liter großen Achtzylinder, der 136 PS abgab. Damit erreichte das Auto eine Höchstgeschwindigkeit von 145 km/h. Die Ausstattung war nach wie vor komplett und entsprach im Wesentlichen den Vorgängermodellen. Ein Verkaufsprospekt aus dem Jahr 1985 erwähnte italienisches Walnussholz, Leder von Connolly, britische Teppiche und einen Kristall-Aschenbecher. Das Series III-Modell wurde beschrieben als Synthese aus "französischem Charme, britischem Status und amerikanischem Know-How".
Die Gesamtproduktion des Series III umfasst – je nach Quelle – 51 oder 52 Fahrzeuge. Wie schon beim Series II, teilt sich die Produktion in eine Phase vor und eine Phase nach der Übernahme des Unternehmens durch Alfred di Mora:
- Zwischen Herbst 1981 und Sommer 1982 entstanden im neuen Werk in Goleta 36 Asha-Modelle. Die ersten 14 davon waren Hardtop-Coupés, die folgenden 22 waren Cabriolets.

- Im Carpinteria-Werk entstanden zwischen 1984 und 1986 insgesamt 15 oder 16 weitere Ashas. Obwohl im Verkaufsprospekt auch eine Hardtop-Version angeboten wurde, wurden ausschließlich Cabriolets verkauft.

Vom Nachfolger Clénet Series IV entstanden nur wenige Fahrzeuge.